# Osamosvojitev in nastajanje slovenske države
Osamosvojitev in nastajanje Slovenske države je revolucionarno obdobje v zgodovini Slovenije, kjer so Slovenci izrazili željo o samostojni državi in uresničili željo prednikov o samostojni državi.

## Začetek
- Po smrti Josipa Broza Tita leta 1980 se je v Jugoslaviji začel vse bolj širiti nacionalizem. Zaradi tega je 12 let po Titovi smrti Socialistična federativna republika Jugoslavija nehala obstajati. Prvo jasno in javno željo po samostojnosti in neodvisnosti Slovenije je leta 1987 izrazila skupina skupina izobražencev v 57. številki Nove revije. Vse več ljudi si je želelo demokratizacijo Slovenije, kar so tudi izražale prve opozicijske stranke. Prva opozicijska stranka je bila Slovenska kmečka zveza, ki je bila ustanovljena 12. avgusta 1988. To obdobje se je začelo maja 1988, ko so Janez Janša, David Tasić, Franci Zavrl in Ivan Borštner izvršili Proces proti četverici (kratica JBTZ).

## Prve spremembe
- 27. septembra 1989 je Skupščina Socialistične republike Slovenije sprejela ustavne amandmaje in odpravila enostrankarski monopol Zveze komunistov in zamenjala himno Naprej zastava slave z Zdravljico.

## Prve demokratične volitve, strmoglavljenje izvršnega sveta, in prva demokratična vlada
- 8. aprila 1990 so bile izpeljane prve večstrankarske, demokratične volitve in hkrati še prvi krog predsedniških volitev. Na prvih večstrankarskih večstrankarskih volitvah je zmagala koalicija DEMOS, prvo demokratično vlado po uvedbi večstrankarskega sistema pa je sestavil Lojze Peterle. Na predsedniških volitvah pa je v 2. krogu zmagal neodvisni kandidat Milan Kučan po dvoboju s kandidatom DEMOS-a Jožetom Pučnikom. 16. maja 1990 je Lojze Peterle uradno prišel na oblast in s tem strmoglavil star socialistični izvršni svet SR Slovenije. 8. marca 1990 se je Socialistična republika Slovenija preimenovala v Republiko Slovenijo.

## Prva Slovenska uradna vojaška sila
- 20. novembra 1968 je bila v vseh republikah SFRJ ustanovljena Teritorialna obramba. Takrat je prvič zadišalo po slovenski vojski. Leta 1990 je bila Teritorialna obramba Socialistične republike Slovenije preimenovana v Teritorialno obrambo Republike Slovenije. 15. maja 1991 je z usposabljanjem pričela prva generacija nabornikov, ta dan praznujemo kot dan Slovenske vojske. Slovenija se je odločila za obvezno služenje vojaškega roka, zato je ustanovila 2 učna centra, enega v Igu, drugega pa v Pekrah. 2. junija 1991 je na Igu prisegla prva generacija. 24. marca 1991 je Teritorialna obramba Republike Slovenije izvedla vajo Premik 91'. Februarja 1991 se je pojavila Deklaracija za mir 1991, ki se je zavzemala za samostojno Slovenijo brez vojske. Podpisali so jo vsi člani takratnega predsedstva, vključno z predsednikom Milanom Kučanom, razen Ivana Omana. Ko je za to slišal Jože Pučnik je zavpil "to je veleizdaja!".

## Plebiscit
- 23. decembra 1990 se je začel plebiscit o samostojnosti Slovenije, katerega vprašanje je bilo "Ali naj Republika Slovenija postane samostojna in neodvisna država?". DA je obkrožilo 1.289.369 volilnih upravičencev, kar je 95% volilcev, NE je obkrožilo 57.800 volilnih upravičencev, kar predstavlja 4,29% volilcev. 26. decembra so bili razglašeni rezultati. Ta dan danes praznujemo kot Dan samostojnosti in enotnosti.

## Izvršitev Slovenske samostojnosti.
- Februarja 1991 je Slovenija izstopila iz pravnega reda SFRJ. 25. junija 1991 je Skupščina Republike Slovenije na skupni seji vseh zborov sprejela odlok o razglasitvi Temeljne ustavne listine o samostojnosti in neodvisnosti Republike Slovenije in ustavni zakon in oboje razglasila. 26. junija je bila na Trgu republike v Ljubljani slovesna proslava ob razglasitvi samostojnosti, kjer je bila dvignjena nova Slovenska zastava.

## Vojna
Glavni članek:Slovenska osamosvojitvena vojna
- Slovenska osamosvojitvena vojna se je začela 27. junija ob enih zjutraj. Udeleženci vojne so bili Teritorialna obramba Republike Slovenije skupaj s Slovensko policijo, na drugi strani pa Jugoslovanska ljudska armada.

## Po vojni
- Po koncu vojne 7. julija 1991 je Slovenija morala zamrzniti osamosvojitvene procese za 3 mesece. 8. oktobra 1991 je uvedla svojo prvo denarno valuto Slovenski tolar. 23. decembra 1991 pa je bila na seji skupščine  razglašena Ustava Republike Slovenije. 22. maja 1992 pa se je Slovenija pridružila OZN.